# Inashiki, Ibaraki
Inashiki (稲敷市 Inashiki-shi) là thành phố thuộc tỉnh Ibaraki, Nhật Bản. Tính đến ngày 1 tháng 10 năm 2020, dân số ước tính thành phố là 39.039 người và mật độ dân số là 190 người/km2. Tổng diện tích thành phố là 205,8 km2.

## Địa lý

### Đô thị lân cận
- Ibaraki
  - Itako
  - Ryūgasaki
  - Ami
  - Miho
  - Kawachi
- Chiba
  - Katori
  - Kōzaki